# VfR Aalen
A VfR Aalen német labdarúgóklub Aalenben, Baden-Württemberg tartományban.
A csapatnak hatalmas teljesítmény volt, hogy 2011-2012-es évben a harmadosztályból feljutottak a Bundesliga 2-be, amely a csapat megalakulása óta az első másodosztályú szereplése.

## Története
A klubot 1921. március 8.-án alapították. 
A csapat 1999-től kezdve 2008-ig biztos tagja volt a harmadosztályú bajnokságnak (Regionalliga Süd). Pár év múlva, 2010-ben bajnok lett a Regionalligában (mely akkor már a negyedosztály volt) és feljutott a Bundesliga 3-ba. Itt először csak a 16. helyet érték el, rá egy évre viszont másodikok lettek, ami azt is jelentette, hogy a másodosztályban folytathatták. Első másodosztályú szezonjukat a 9. helyen zárták.

## Stadion
Hazai mérkőzéseit a Scholz-Arena-ban játsszák – vagy ahogy sokan hívják: Rohrwang –, befogadóképessége 11 183 fő. A feljutás eredményeképpen a stadiont felújították, beleértve 4773 ülőhely felszerelését, az új világítást és a játéktér fejlesztését. A stadion így megfelel a Bundesliga 2 előírásainak.

## Sikerek
3. liga
- 2. hely (1): 2012

Württemberg-kupa
- Bajnok (7): (1972, 1979, 1986, 2001, 2002, 2004, 2010)

- Ezüstérem (3): (1987, 1992, 1999)

## Jelenlegi keret
2016. augusztus 13. szerint
| 01 | Daniel Bernhardt | Németország                       |
| 22 | Raif Husic       | Németország · Bosznia-Hercegovina |
| 24 | Matthias Layer   | Németország                       |

| 04 | Torge Paetow     | Németország               |
| 05 | Fabian Menig ↔   | Németország               |
| 14 | Daniel Schelhorn | Németország               |
| 16 | Thomas Geyer     | Németország               |
| 21 | Thorsten Schulz  | Németország               |
| 27 | Markus Schwabl   | Németország               |
| 30 | Firat Sucsuz     | Törökország · Németország |

| 06 | Rico Preißinger       | Németország               |
| 07 | Oguzhan Kefkir        | Németország · Törökország |
| 09 | Yannick Deichmann     | Németország               |
| 15 | Sebastian Vasiliadis  | Németország               |
| 17 | Alexandros Kartalis ↔ | Görögország               |
| 18 | Robert Müller         | Németország               |
| 19 | Maximilian Welzmüller | Németország               |

| 08 | Mika Ojala     | Finnország  |
| 10 | Matthias Morys | Németország |
| 13 | Gerrit Wegkamp | Németország |
| 20 | Steffen Kienle | Németország |
| 29 | Nico Rodewald  | Németország |

## Edzők
Forrás:
| Edző              | -tól                | -ig                 |
| Walter Modick     | 1997. október 19.   | 2000. április 15.   |
| Helmut Dietterle  | 2000. április 16.   | 2000. június 30.    |
| Willi Entenmann   | 2000. július 1.     | 2001. augusztus 13. |
| Helmut Dietterle  | 2001. augusztus 14. | 2002. december 7.   |
| Peter Zeidler     | 2002. december 8.   | 2004. augusztus 30. |
| Slobodan Pajic    | 2004. augusztus 31. | 2005. június 30.    |
| Frank Wormuth     | 2005. július 1.     | 2006. december 8.   |
| Edgar Schmitt     | 2007. január 15.    | 2008. augusztus 27. |
| Jürgen Kohler     | 2008. augusztus 28. | 2008. november 16.  |
| Petrik Sander     | 2008. november 21.  | 2009. május 5.      |
| Rainer Scharinger | 2009. május 6.      | 2010. december 27.  |
| Ralph Hasenhüttl  | 2011. január 2.     | 2013. június 2.     |
| Stefan Ruthenbeck | 2013. június 14.    | 2015. június 12.    |
| Peter Vollmann    | 2015. június 12.    |                     |

## Szezonok
| Szezon    | Bajnokság        | Osztály | Helyezés |
| 1999–2000 | Regionalliga Süd | III     | 10.      |
| 2000–01   | Regionalliga Süd | III     | 7.       |
| 2001–02   | Regionalliga Süd | III     | 4.       |
| 2002–03   | Regionalliga Süd | III     | 10.      |
| 2003–04   | Regionalliga Süd | III     | 6.       |
| 2004–05   | Regionalliga Süd | III     | 12.      |
| 2005–06   | Regionalliga Süd | III     | 6.       |
| 2006–07   | Regionalliga Süd | III     | 6.       |
| 2007–08   | Regionalliga Süd | III     | 4. ↑     |
| 2008–09   | 3. Liga          | III     | 19. ↓    |
| 2009–10   | Regionalliga Süd | IV      | 1. ↑     |
| 2010–11   | 3. Liga          | III     | 16.      |
| 2011–12   | 3. Liga          | III     | 2. ↑     |
| 2012–13   | 2. Bundesliga    | II      | 9.       |
| 2013–14   | 2. Bundesliga    | II      | 11.      |
| 2014–15   | 2. Bundesliga    | II      | 18. ↓    |
| 2015–16   | 3. Liga          | III     | 15.      |
| 2016–17   | 3. Liga          | III     |          |

## Fordítás
- Ez a szócikk részben vagy egészben  a   VfR Aalen című angol Wikipédia-szócikk fordításán alapul.  Az eredeti cikk szerkesztőit annak laptörténete sorolja fel. Ez a jelzés csupán a megfogalmazás eredetét és a szerzői jogokat jelzi, nem szolgál a cikkben szereplő információk forrásmegjelöléseként.